# Unión Deportiva Alcudia
La Unión Deportiva Alcudia (en catalán Unió Esportiva Alcúdia), es el club de fútbol de la ciudad española de Alcudia, en las Islas Baleares. Fue fundado en 1922.

## Seguimiento de temporadas
| Temporada   | División | Puesto | Copa del Rey |
| ----------- | -------- | ------ | ------------ |
| desde 75-76 | Regional | —      |              |
| a 86-87     | Regional | —      |              |
| 1987/88     | 3ª       | 15º    |              |
| 1988/89     | 3ª       | 17º    |              |
| 1989/90     | Regional | —      |              |
| 1990/91     | 3ª       | 19º    |              |
| from 91-92  | Regional | —      |              |
| to 02-03    | Regional | —      |              |
| 2003/04     | 3ª       | 18º    |              |
| 2004/05     | Regional | —      |              |
| 2005/06     | Regional | —      |              |
| 2006/07     | 3ª       | 11º    |              |
| 2007/08     | 3ª       | 8º     |              |
| 2008/09     | 3ª       | 9º     |              |
| 2009/10     | 3ª       | —      |              |

- 14 temporadas en Tercera División

## Estadio
El Estadio Municipal de Alcudia es el estadio donde juega sus partidos como local el U. D. Alcudia, situado en la calle Vía Corneli Àtic s/n, el estadio tiene una capacidad para 1750 personas. Con una pequeña tribuna cubierta y grada lateral y una grada de fondo.

## Trofeos amistosos
- Trofeo de la Agricultura: (1) 2006